# Mandi Bahauddin
Mandi Bahauddin es una localidad de Pakistán, en la provincia de Punyab.

## Demografía
Según estimación 2010 contaba con 157.352 habitantes.